# Khaniin khetsiin khuren
Le Khaniin khetsiin khuren est une race de chameau de Bactriane originaire du désert de Gobi, dans le sud de la Mongolie.

## Présentation
Le Khaniin khetsiin khuren est la plus petite des races de chameau de Mongolie. On le trouve dans les sum de Bayan-Ovoo et de Khanbogd (en), dans la province d'Ömnögovi. Le mâle atteint 172 cm au garrot et la femelle 165 cm. Le poids varie en fonction de la saison ; le mâle atteindra les 622 kg à l'arrivée de l'hiver et tombera vers 550 kg au printemps. La femelle passera de 465 à 378 kg. La couleur de la robe la plus courante est le brun rouge,.
C'est un animal très docile utilisé pour une production mixte (viande, lait et laine) en plus d'être un animal de selle et de bât robuste. Il peut porter jusqu'à 200 kg et se déplacer à une vitesse de 4-5 km/h. Il est surtout connu pour sa laine fine dont il peut fournir 6 à 7 kg, avec un maximum de 9,6 kg,,.
Il est aussi cité sous les noms de Haniin hetsiin huren et Heniin hetsiin huren.